# Операція «Дезерт Тандер»
Операція «Дезерт Тандер» (англ. Operation Desert Thunder) — військова операція США за підтримки союзників, що планувалася у відповідь на порушення Іраком повітряного простору у заборонених зонах та збиття американського розвідувального літака U-2.

## Історія
Восени 1997 року Центральне Командування Збройних сил США у відповідь на невиконання Іраком резолюцій ООН утворило ударне угруповання з 35 тис. сил наземних, повітряних та морських компонентів. Командувач Центрального командування генерал Ентоні Зінні заснував на військовій базі Кемп-Доха в Кувейті під командуванням генерал-лейтенанта Томмі Франкса Коаліційну об'єднану оперативну групу (C/JTF). Коаліція складається з сил Аргентини, Австралії, Канади, Чехії, Угорщини, Нової Зеландії, Польщі, Румунії, Великої Британії, США та Кувейту.
11 листопада 1998 року подальше невиконання Іраком призвело до ініціації операції «Дезерт Тандер». ЦЕНТКОМ перемістив свої сили в позицію для початку ударів по Іраку. Під час цієї операції було додатково розміщено ще 2300 військових.
Увечері 15 листопада американський авіаносець «Ейзенхауер» був лише в декількох хвилинах до отримання команди на початок повітряних ударів по цілях в Іраку, коли Саддам Хусейн знову відступив.